# Adamówka (kolonia)
Adamówka (ukr. Адамівка, ros. Адамовка, Фрейенвальд, niem. Freienwald) – nieistniejąca kolonia w rejonie czerwonoarmijskim obwodu żytomierskiego. Podlegała pod Radę wiejską z centrum w kol. Frajnwald (obecnie wieś Słobidka).
Byłe luterańskie osiedle  na dzierżawionych ziemiach, położone w odległości 45 km na północny zachód od Żytomierza. Parafię luterańskie – Żytomierz oraz Hejmtal.

## Demografia
W 1906 r. liczba mieszkańców wynosiła 218 osób, domów – 27, w 1910 r. – 185 osób, w 1923 r. – 92 osoby, liczba podwórek – 17, w 1924 r. – 93 mieszkańcy (z przewagą ludności narodowości niemieckiej), domów 16.

## Historia
Pod koniec XIX w. była to niemiecka kolonia w powiecie żytomierskim, gmina i prawosławna parafia Puliny, położona w odległości 34 wiorst od miasta powiatowego, 6 wiorst od Pulin.
W 1906 r. wchodziła w skład wołosci pulińskiej powiatu żytomierskiego guberni wołyńskiej. Odległość do centrum powiatu miasta Żytomierz wynosiła 40 wiorst, do administracji wołosnej w miasteczku Puliny – 5 wiorst. Urząd pocztowy – stacja Rudnia.
W 1923 r. została podporządkowana do nowo utworzonej Rady wiejskiej w Adamówce (obecnie Wesełe), która 7 marca 1923 r. została włączona do nowo utworzonego rejonu pulińskiego w okręgu żytomierskim (później wołyński). Znajdowała się w odległości 6 wiorst od centrum rejonu miasteczka Puliny i 1 wiorstę od siedziby Rady wiejskiej we wsi Adamówka.
27 października 1926 roku kolonia znalazła się w składzie nowo utworzonej niemieckiej narodowej Rady wiejskiej z siedzibą w kolonii Strybiż. Później centrum tej rady został przemieszczony do kol. Frajnwald.
Na dzień 1 października 1941 r. nie zarejestrowana na liście osiedli.